# Livre de la connaissance des procédés mécaniques
Ne doit pas être confondu avec Livre des mécanismes ingénieux.

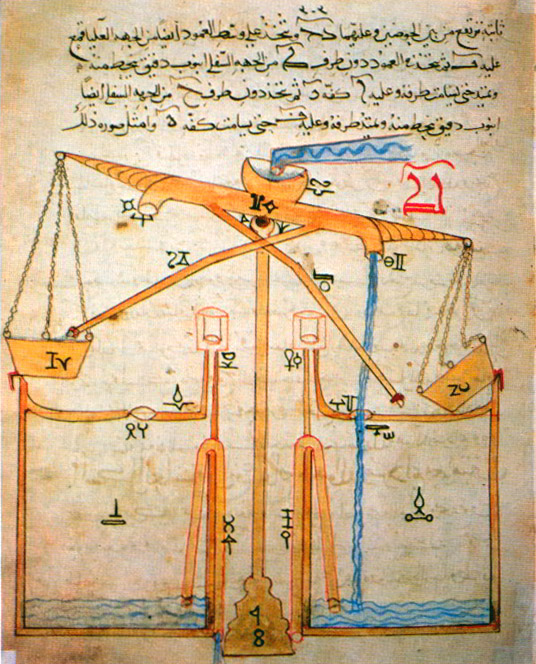
Schéma d'un dispositif hydraulique tiré du Livre de la connaissance des procédés mécaniques d'Al-Jazari en 1206.

Le Livre de la connaissance des procédés mécaniques ou Livre de la connaissance des dispositifs mécaniques ingénieux (Kitab fi ma‘rifat al-hiyal al-handasiyya) est un ouvrage rédigé en 1206 par Ismail al-Jazari, communément désigné Al-Jazari. Une centaine de dispositifs mécaniques y sont décrits, dont 80 sont des vaisseaux de divers types. Des instructions sur la manière de les construire accompagnent leur description. Son Livre de la connaissance sur les procédés mécaniques semble avoir été très populaire si l'on en juge par le grand nombre de copies manuscrites de l'ouvrage. L'auteur prend soin de préciser à plusieurs reprises qu'il ne décrit que les dispositifs qu'il a lui-même construits. L'ouvrage semble d'ailleurs conçu de façon à inviter les lecteurs à réaliser eux-mêmes les dispositifs qui y sont décrits. 
Certains de ses appareils étaient inspirés de dispositifs antérieurs, comme l'une de ses horloges à eau monumentales, basée sur celle du Pseudo-Archimède (en) . Il cite également l'influence des frères Banou Moussa pour ses fontaines, al-Saghani (en) pour la conception d'une horloge à bougies et Hibatullah ibn al-Husayn (mort en 1139) pour les automates musicaux. Al-Jazari décrit ensuite les améliorations apportées au travail de ses prédécesseurs et décrit un certain nombre de dispositifs, de techniques et de composants qui ne figurent pas dans les œuvres de ses prédécesseurs.